# Plaça de San Francisco de Asís

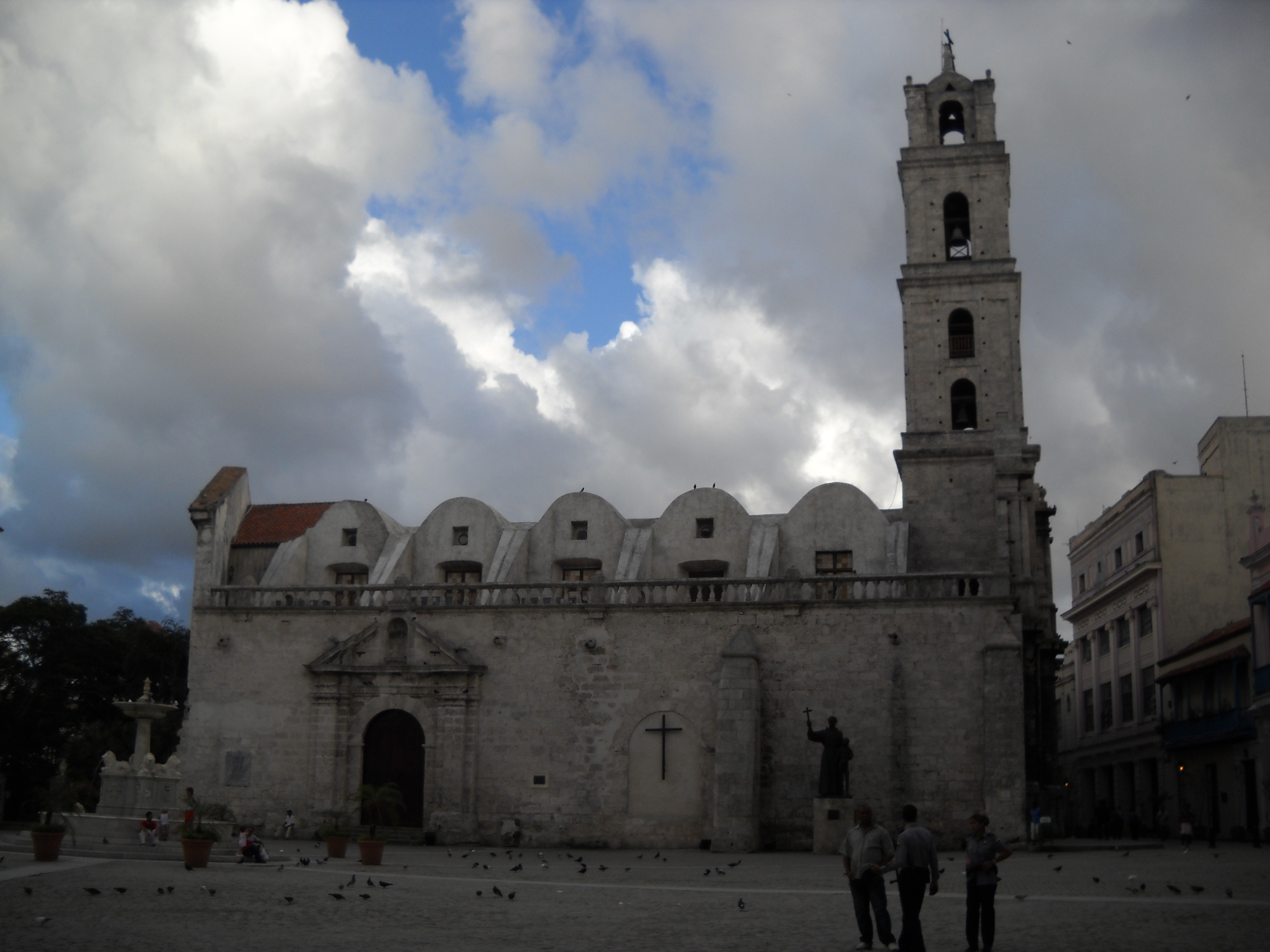
La plaça de San Francisco de Asís amb l'església del mateix nom i la Font dels Lleons.

La plaça de San Francisco de Asís a l'Havana, Cuba, mira al port de l'Havana i va ser la més popular per estar relacionada amb la vida econòmica de la vila. Traçada en el s. XVII davant del convent homònim, està decorada amb una font de marbre blanc, la Font dels Lleons. L'envolten l'antiga Llotja del Comerç (al nord) o la Duana (a l'est) que són del s.XX.
Aquesta plaça, en els carrers Oficios i Amargura, ha tornat a prendre vida gràcies a les obres de restauració al Centre Històric i avui és un dels llocs més bells i concorreguts, on algunes joves que compleixen 15 anys i les parelles que es casen, es fotografien aquí a la recerca del seu paisatge.
També es pot gaudir de passejades en cotxes, degustar al restaurant Café del Oriente o senzillament transitar pels seus més bells racons. També tenim en aquesta plaça el Café el Mercurio dissenyat per a homes de negocis i viatgers i la galeria d'art Carmen Montilla on es realitzen exposicions d'artistes cubans.

## Història
Quan l'enginyer Cristóbal de Rodas va aixecar el seu històric pla regulador de l'Havana l'any 1603, les aigües de la badia de l'Havana s'endinsaven en aquesta zona de l'actual plaça, fins al carrer dels Oficis.
En 1628, s'acorda fer una placeta molt a prop de la Duana, per la necessitat d'abastir d'aigua a les armades i les flotes, a més de disposar d'un espai per dipositar les mercaderies desembarcades i així no obstruir el carrer.
El nom d'aquesta plaça es deu al Convent de Sant Francesc d'Assís ubicat en aquest lloc des de finals del segle xvi.

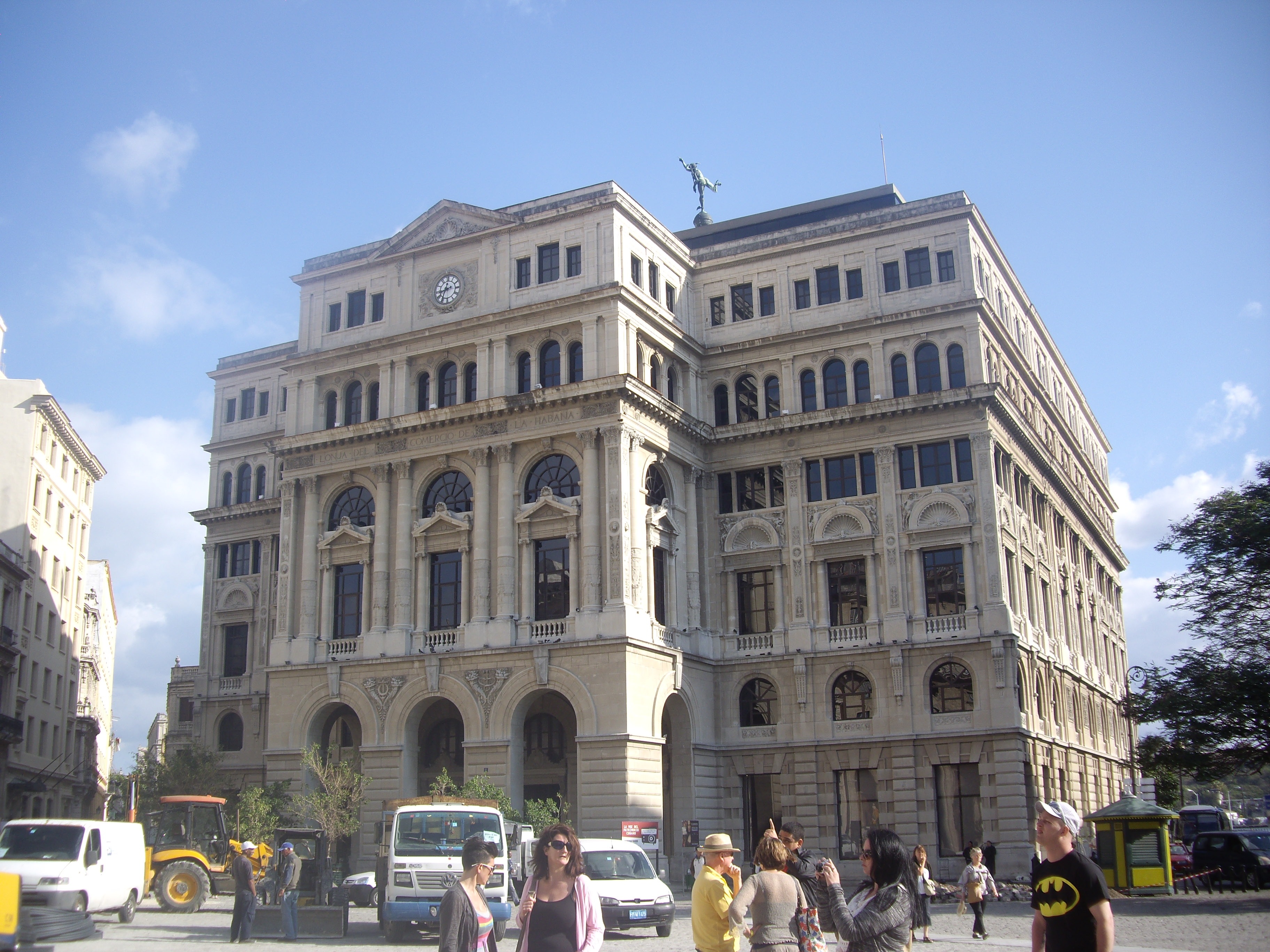
La Llotja de Comerç.

En aquesta plaça va residir el Governador i l'aristocràcia havanera. S'hi van instal·lar arxius i institucions governamentals que van romandre aquí des de finals del segle xvii fins que es van traslladar a la Plaça d'Armes el 1791.
La font original va ser substituïda el 1836 per l'actual Fuente de los Leones (en català Font dels Lleons), construïda en marbre de Carrara per l'italià Giuseppe Gaggini i obsequiada a l'Havana per Claudio Martínez de Pinillos, comte de Villanueva.
Enfront del convent hi ha la Llotja del Comerç, que té a la teulada una estàtua de Déu Mercuri, i en aquest lloc es realitzen les operacions mercantils de la zona. Va ser construïda el 1909.

## Escultures

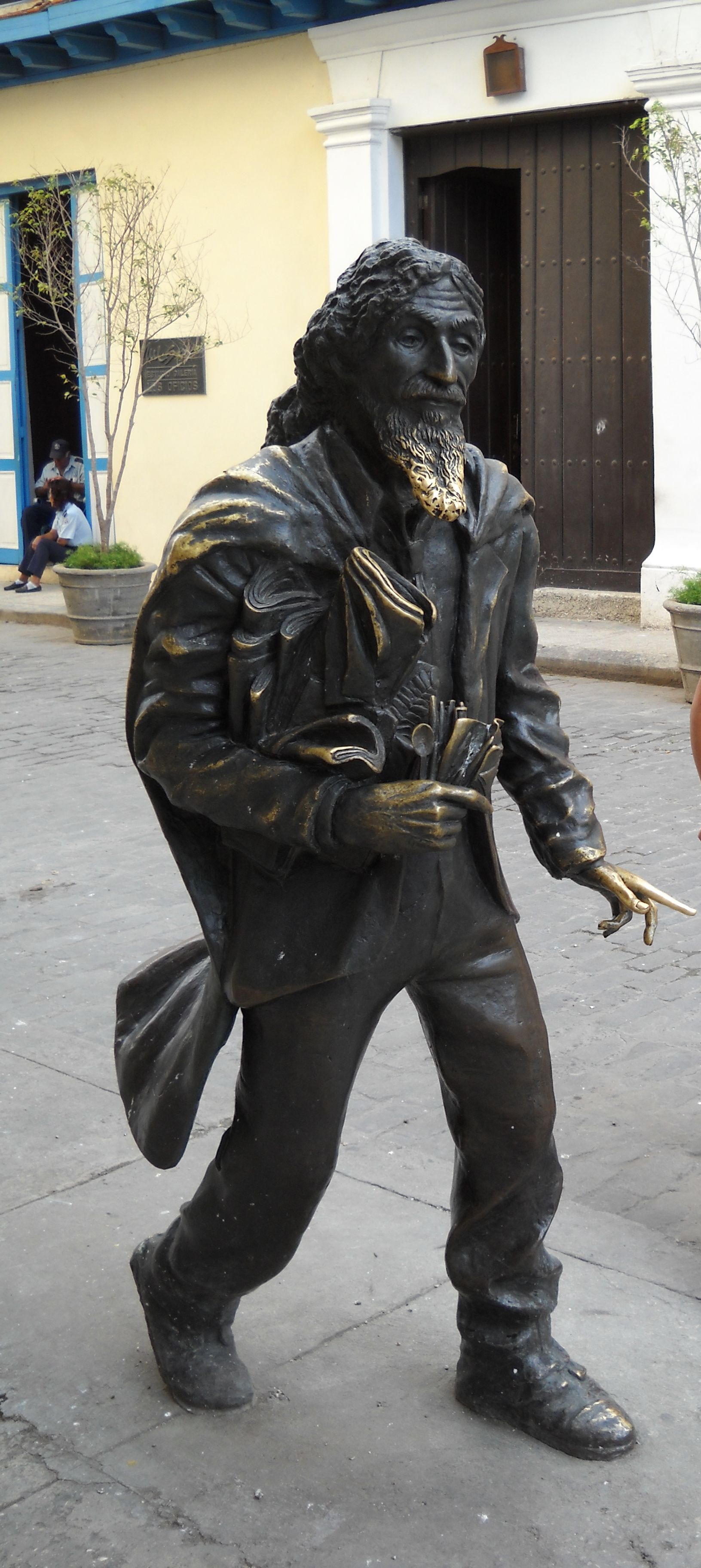
El "Caballero de París".

Hi ha en bronze de mida natural el Caballero de París (1899-1985). Aquesta estàtua el mostra com un caminant i va ser creada per l'escultor José Villa Soberón. Per iniciativa d'Eusebio Leal (historiador de la ciutat), l'estàtua va ser col·locada a la vorera davant del convent.

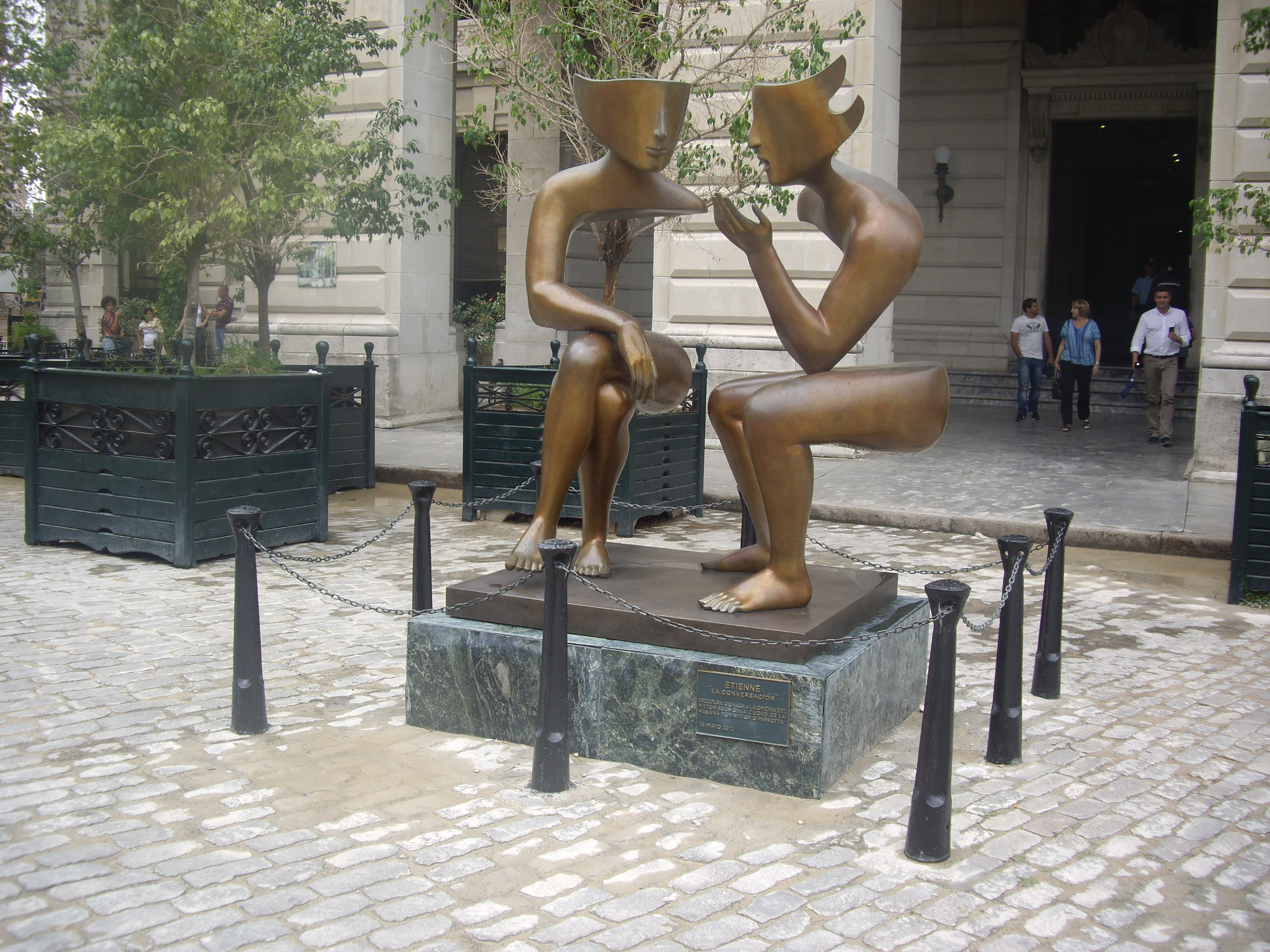
La Conversació.

L'any 2012 es va incorporar a la plaça l'escultura d'art contemporani “La Conversació”, una escultura en bronze que simula dues figures en un profund diàleg. Aquesta obra ens presenta un dilema de la societat contemporània: la necessitat de diàleg. És obra del mestre francès Etienne i va ser donada a l'Oficina de l'Historiador de la Ciutat per Vittorio Perrotta. A l'interior de la base de marbre verd cubà, hi ha una petita caixa que deixa per a la posteritat les monedes de França i de Cuba i, a més, un missatge per les generacions futures.